# Hultaine
Hultaine war ein französisches Zähl- und Stückmaß.
- 1 Hultaine = 8 Stück